# Lamotis
Lamotis (en grec antic Λαμῶτις) era un antic districte a la costa oriental de la Cilícia Aspra, situat entre els rius Calicadne i Lamus. La seva capital era Lamus, que donava el nom al districte, segons diu Claudi Ptolemeu.